# Sin-ťiang (přítok jezera Pcho-jang)
Sin-che nebo Sin-ťiang je řeka na východě ČLR (Ťiang-si). Je 312 km dlouhá. Povodí má rozlohu 16 800 km².

## Průběh toku
Pramení na horském hřbetě Jü-ling. Ústí do jezera Pcho-jang-chu (povodí Jang-c’-ťiangu).

## Využití
Do vzdálenosti 200 km je možná vodní doprava na džunkách. Údolí řeky je hustě osídleno a zemědělsky využívané. Na řece leží města Jü-šan, Šan-chao, Kuej-čchi, Jin-tchan.